# Leon Maria Plecity
Leon Maria Plecity (* 1995 in Düsseldorf) ist ein deutscher Jazzmusiker (Gitarre, Komposition).

## Leben und Wirken
Plecity hörte in seinem Elternhaus bereits früh Jazzmusik; er erhielt zunächst ab seinem sechsten Lebensjahr Klavierunterricht. Mit 14 Jahren wechselte er zur Gitarre, auf der ihn Raffael Sabouni und später Philipp van Endert unterwiesen. Als Jugendlicher spielte er in mehreren Bands und nahm zweimal am Sommerkurs „Jazzemble“ in Remscheid teil. Sein Bachelorstudium begann er am Institut für Musik der Hochschule Osnabrück bei Joachim Schönecker und Andreas Wahl, um es von 2016 bis 2019 an der Hochschule für Musik und Tanz Köln bei Frank Haunschild und Frank Gratkowski fortzusetzen. Zudem nahm er an Workshops und Kursen bei Chris Potter, Dan Weiss, Wayne Krantz, Kurt Rosenwinkel, Christoph Hillmann, John Stowell, Sebastian Gramss und Angelika Niescier teil.
Mit dem Sextett Lariza um Lena-Larissa Senge legte Plecity 2015 das Album Unfolding und 2017 die EP Native Tribes vor und trat in Deutschland, Österreich und Tschechien auf. 2017 gründete er seine eigene Gruppe mit Niklas Roever, Roger Kintopf und Felix Ambach, die er 2018 mit Julius Gawlik zum Quintett erweiterte. Sein Debütalbum Otherworld mit Eigenkompositionen, das von der Kritik gelobt wurde, veröffentlichte er mit dieser Band 2019 bei JazzHausMusik. Eine Kombination dieses Quintetts mit einem fünfköpfigen klassischen Bläserquintett stellte Plecity 2019 beim Kölner Festival Jazz against the Machine vor.
Das Leon Plecity Quintett war 2019 Finalist beim Neuen Deutschen Jazzpreis; beim Sparda Jazz Award 2021 belegte es den vierten Platz.